# Média
Pour les articles homonymes, voir Media.

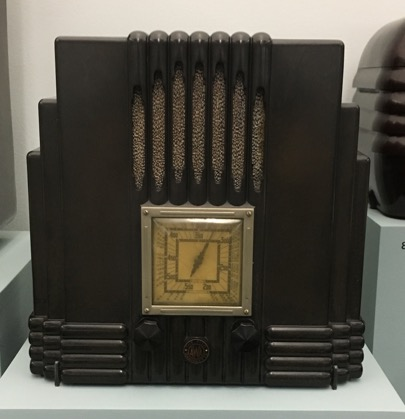
Récepteur radio de 1935 (la radio a été inventée tout au début du XXe siècle et s'est développée à partir du milieu des années 1930).

Le terme média désigne tout moyen de distribution, de diffusion ou de communication interpersonnelle, de masse ou de groupe, d'œuvres, de documents, ou de messages écrits, visuels, sonores ou audiovisuels (comme la radio, la télévision, le cinéma, Internet, la presse, les télécommunications, etc.). Ce terme est souvent utilisé comme l'abréviation du terme anglais mass-media ou médias de masse en français.
L'expression médias de masse désigne les médias qui ont acquis une diffusion à grande échelle pour répondre rapidement à une demande d'information d'un public vaste, complétée dans de nombreux cas par une demande de distraction. La plupart des entreprises dites de média emploient des journalistes et des animateurs de divertissement. Ils recueillent dans un premier temps des informations auprès de sources d'information, en leur assurant la protection des sources d'information, ce qui leur permet d'acquérir une audience, et valorisent, dans un second temps, leur audience par la vente d'espaces publicitaires. À côté de ce modèle dominant, les chaînes de téléachat et les périodiques ne diffusant que des petites annonces et publicités sont aussi considérés comme des médias.
Dans les pays industrialisés, où les médias se sont largement développés, ils sont majoritairement détenus par de grands groupes industriels dont les dirigeants, proches du pouvoir politique, sont régulièrement critiqués pour instrumentaliser l'information à des fins partisanes plus ou moins reconnues (thèse de la « fabrication du consentement »). Mais l'avènement d'Internet, des TIC signe celui des médias alternatifs (blogs, réseaux sociaux…). L'information n'est plus alors forcément soumise aux règles déontologiques, notamment celle de la vérification par les faits, la multiplication et l'ampleur des canulars informatiques inaugurant selon certains une nouvelle « ère » : l'ère post-vérité.

## Étymologie
En latin, media est le pluriel de medium (milieu, intermédiaire). Le mot français est issu de l’anglais mass(-)media, mot anglais lui-même formé sur l'usage italien media, venant aussi de la langue latine.
L'écriture du terme media prête à discussion. Faut-il rajouter un s comme marque du pluriel sur un substantif déjà au pluriel ?[réf. souhaitée]
Le terme media est maintenant rarement employé selon son orthographe latine, « Médias » désigne plusieurs supports et « Média » un support unique. Ces termes consacrés par l'usage commencent à se trouver dans la plupart des dictionnaires francophones,,. Le Grand dictionnaire terminologique et FranceTerme recommandent eux aussi « média » pour l’anglais media.

## Médias et communication
Les médias sont des outils de communication. Le choix d'un média dépend du type de communication recherché :

### Communication unilatérale et multilatérale
Selon ses caractéristiques techniques propres, l'usage d'un média de masse est davantage approprié à un certain type de communication : par exemple, le média de type Presse Écrite (Le Monde, Le Figaro, etc.) semble plus adapté pour communiquer de manière unilatérale, les médias de type Réseaux sociaux (Facebook, Twitter, Snapchat, Instagram, etc.) semblent plus pertinents pour communiquer de façon multilatérale.

### Communication mise à disposition du public
Selon le critère de « mise à disposition du public » employé par les juristes français, on distingue :
- les médias simples : dont la consultation par le destinataire est directe (ex : un journal, une revue, un livre, une affiche…),
- les médias autonomes : dont la consultation implique la détention d'un équipement par le destinataire (ex : magnétoscope, lecteur CD, micro-ordinateur, téléphone mobile…),
- les médias de télédiffusion : dont la consultation suppose que le destinataire soit connecté à des réseaux de diffusion, dans le cadre d'une offre n'autorisant qu'un degré d'interactivité réduit. (ex : réseaux hertziens terrestres, télédistribution par câble, satellites de diffusion directe…),
- les médias de télécommunication : idem que ci-dessus, avec cependant la possibilité de consulter une offre présentant un degré d'interactivité important.

### Communication média et hors-média
- communication « média » : en utilisant des moyens de communication tels que l'affichage, le cinéma, la presse, la radio, la télévision et maintenant les TIC (dont en particulier le Web).

### Les modes de traitement journalistiques et les énonciations éditoriales sur le web
L’apparition d’Internet dans les années 1990 a démultiplié les sources d’information de presse en ligne. La presse écrite a en effet souhaité s’inscrire dans cette nouvelle modernité en créant des versions en ligne de ses journaux, mais les médias en ligne ne sont pas les seules sources présentant l’actualité sur le web, on compte également les infomédiaires, les blogs et les sites natifs de l’Internet.
Ces différentes sources présentent des disparités dans les modes de traitement de l’actualité et dans leurs énonciations éditoriales qui sont marquées notamment dans les articles traitant de l’actualité politique, thème plus ou moins enclin d’être sujet à controverse. On constate une hiérarchie dans le traitement de l’actualité sur le web étant donné que tous les sites d’information n’ont pas les mêmes façons de montrer leur point de vue sur les questions traitées. Chaque site d’actualité en ligne se construit une identité propre qui découle des plus ou moins grandes restrictions qui sont faites aux auteurs et qui se traduit par différents procédés :
- Les médias en ligne et infomédiaires qui se doivent de respecter les normes qui régissent leur activité de journaliste font le choix d’un compte rendu factuel de l’évènement. Il est relaté de façon distanciée, ne faisant en apparence émerger aucune prise de parti. Le traitement de l’information peut cependant grandement différer d’un titre à l’autre compte tenu des contrats de communication respectifs des groupes de presse. L’opinion du journaliste peut cependant être exprimée de façon très discrète par des stratégies de discours.
- Les blogs et sites natifs de l’Internet bénéficient d’une plus grande liberté quant au fait d’exprimer leur opinion. Les auteurs de ces sites présentent en général un engagement plus marqué se manifestant de diverses manières.

Les stratégies énonciatives et discursives mises en place par les auteurs des articles sont les suivantes (non exhaustif) :
- Les images illustrant les articles peuvent être connotées ou non. La photographie peut être utilisée comme une simple illustration de l’article et donc neutre ou bien elle peut être connotée dans le but de faire passer un message, émettre une critique particulière.
- Les blogs et sites natifs de l’Internet qui sont plus libres d’émettre des prises de positions ne construisent pas leurs articles de la même façon que les médias en ligne, ils utilisent des procédés afin de marquer leur opinion tels que : de longs paragraphes argumentés et agrémentés de nombreux connecteurs logiques, des adresses directes au lecteur, du vocabulaire connoté (mélioratif ou péjoratif) voire familier. Ils n’hésitent pas à montrer leur implication en utilisant la première personne.
- Les médias en ligne plus cadrés par les normes qui dirigent l’activité de journaliste font passer leurs idées de façon plus discrète : dans le cas d’un article qui pourrait susciter les réactions d’acteurs politiques, le choix des personnes interrogées est un marqueur de prise de position si un parti politique est représenté plus qu’un autre. Le lexique joue également un rôle important même s’il est plus mesuré que dans les blogs et sites natifs de l’Internet.

## Type de supports
On peut distinguer les types de médias suivants :
- l'affichage où les professionnels appliquent des techniques d'écriture publicitaires ;
- la presse écrite où les professionnels appliquent des techniques d'écriture journalistiques ;
- la radio où le journalisme utilise l'écriture radio ;
- la télévision par la diffusion de montages vidéos commentés ;
- les nouvelles technologies de l'information et de la communication, avec en particulier le Web, comme système hypertexte public de contenus numériques fonctionnant sur Internet. La sophistication des TIC (Technologies de l'Information et de la Communication) (voir les fonctionnalités du WEB 2.0) autorise des fonctionnalités très puissantes :
  - d'identification de la cible, d'utilisation de cookies,
  - de personnalisation ou de configuration du message, et
  - de collecte d'informations en ligne.
- le cinéma utilise notamment le cadrage, les jeux de lumières ou même des bandes-sons pour mieux faire passer un message ;
- la bande dessinée utilise une juxtaposition de dessins, accompagnés de textes ;
- les médias tactiques (ou média de proximité). Il s'agit de moyens de communication alternatifs : affichage indoor, supports publicitaires (sac à pain, set de table, gobelet, boite à pizza…) ;
- les jeux vidéo, sur consoles (PS4, Xbox One, Nintendo Switch, etc.), mobiles et PC.

## «Quatrième pouvoir» et déontologie
Les médias sont souvent qualifiés de quatrième pouvoir, par allusion aux trois pouvoirs constitutionnels, dans le processus de la formation de l'opinion publique et dans l'influence que la révélation de ces faits peut avoir dans les prises de position des citoyens. Les faits, analyses ou commentaires qu'ils rapportent sont porteurs de sens, par exemple dans le domaine de la politique, de l'économie ou de la culture. Le choix des faits rapportés appartient aux responsables nommés par les propriétaires de ces médias d'où la revendication par les syndicats de journalistes pour obtenir l'indépendance des rédactions. Le SNJ, le SNJ-CGT, FO, la CFTC, et l'USJ CFDT ont rédigé à l'automne 2007 la pétition nationale pour l'indépendance des rédactions, dans le sillage du combat mené par les journalistes des quotidiens économiques Les Échos et La Tribune, en 2007. Ils demandent que la ligne éditoriale respecte la Charte de Munich, adoptée par la Fédération européenne des journalistes et référence européenne concernant la déontologie du journalisme, un texte qui distingue dix devoirs et cinq droits, en reprenant les principes de la Charte des devoirs professionnels des journalistes français.
En France, en cas de désaccord avec la ligne éditoriale, le journaliste peut en théorie demander l'application de la clause de conscience, supervisée par la commission arbitrale, l'une des cinq grandes commissions qui cogèrent la profession, en vertu du paritarisme. En pratique, la clause de conscience est très difficile à obtenir, la loi n'étant pas assez précise.

## Publicité et ciblage

### Publics cibles
L'influence des médias - à condition de choisir les messages et les supports pertinents - est généralement conçue et adressée vers celui qui achète (le consommateur-acheteur). Comme l’indique le sociologue D. W. Smythe, l’audience est ce que produisent les mass-media. Cependant, d'autres cibles indirectes sont régulièrement visées :
- le consommateur utilisateur : celui qui va effectivement consommer, utiliser le produit final.
- le prescripteur : celui qui est réputé capable de conseiller ou d'influencer l'acheteur du produit final.
- le distributeur : les campagnes médias en faveur d'un produit final peuvent contraindre les distributeurs à référencer un produit fortement faisant l'objet d'une forte promotion (difficile de ne pas vendre le produit connu et demandé par le consommateur…).

### Annonceur et émetteur
L'annonceur désigne l'émetteur d'information qui passe commande à un support pour réaliser ou diffuser un message en direction d'une cible.
Pour cet annonceur, la politique de communication est l'un des 4 piliers fondamentaux de son marketing mix.
Les informations peuvent être élaborées :
- par l'émetteur lui-même. De ce point de vue les nouvelles technologies numériques facilitent la conception et la diffusion de l'information. Le recours à des intermédiaires spécialistes n'est plus obligatoire quand l'émetteur maîtrise lui-même les compétences basiques (rédaction de texte, graphisme, illustration par du son ou de la vidéo, utilisation du mode interactif, etc.).
- en amont, 
  - par des agences de presse, qui fournissent les rédactions des médias abonnés. On compte trois grandes agences de presse généralistes dans le monde : AFP (France) ; Reuters (Royaume-Uni) ; Associated Press (États-Unis) ;
  - par des agences de communication, qui conçoivent l'information à transmettre et à diffuser selon le cahier des charges élaboré par l'annonceur.

### Importance des études médias
Compte tenu de leur efficacité, mais aussi de leur coût, les données médias et leur analyse sont au cœur des choix d’investissement en communication (environnement produit, positionnement, stratégie des concurrents, choix des supports, risques pour le client, impact sur les consommateurs, etc.). Les études médias, réalisées à partir de mesures d'impact et d'audience.
- réalisées a priori, elles permettent aux annonceurs d'effectuer le choix du média le plus approprié à la cible de leur campagne de communication, l'achat d'espaces de communication, ainsi que le suivi des supports de diffusion.
- réalisée a posteriori, elles permettent de vérifier l'efficacité de la communication et le retour sur investissement des budgets engagés.

L'étude des médias ne néglige pas l'analyse qualitative :
- elle s'efforce de comprendre comment mieux segmenter les clientèles cibles et délivrer les messages les plus efficaces.
- elle intègre de plus en plus l'analyse des thèmes comme :
  - les effets de l'image de l'annonceur et de son produit
  - les modes de communication en environnement urbain (la majorité des consommateurs résident aujourd'hui dans les zones urbaines).

### Plan média
Le plan média d'un annonceur (media planning, en anglais) désigne le choix des supports, ainsi que le calendrier de mise en œuvre des médias.

## Médias et culture
Promoteurs et porteurs de la culture de masse, les médias, écrits d'abord puis audiovisuels (radios, télévisions), ont été et restent encore des acteurs incontournables dans la diffusion de la culture et dans la structuration des marchés culturels, en particulier des produits culturels. Pour ces derniers, aucune offre de quelque importance ne peut exister sans plan-médias et sans médiatisation réussie. Le « diktat » des médias peut être décisif dans certains cas et nécessite une intervention régulatrice des pouvoirs publics (par exemple les quotas de production de phonogrammes de langue française au Québec, ou d'œuvres audiovisuelles d'origine européenne sur les télévisions françaises).
La plupart des grands groupes opérant dans les industries culturelles sont également leaders dans le secteur des médias écrits, audiovisuels et d'Internet : AOL Time Warner, Lagardère, Bertelsmann, Sony, etc. (quand ces médias sont utilisés conjointement, on parle alors de médias multiplateformes).
Ces conglomérats financiers que l'on peut qualifier de « médiatico-culturels », ayant grandi par croissance externe ou fusion, sont présents sur les principaux marchés des produits culturels éditoriaux (livres, phonogrammes, vidéogrammes, presse écrite, jeux vidéo…) et des offres médiatiques. Leur stratégie dans le domaine des médias doit en revanche tenir compte de deux contraintes majeures : les réglementations publiques, qui dans de nombreux pays contrôlent leur concentration (respect de l'information…) et la barrière linguistique, frein « naturel » au développement de certains marchés comme la presse, le livre et tous les contenus linguistiques. Néanmoins, cet obstacle est de moins en moins fort, en raison de la prédominance de l'anglais. Les groupes médiatico-culturels (le plus souvent classés dans le secteur de la communication) sont ainsi les acteurs majeurs de la concentration financière et de la concentration de l'offre, allant à l'encontre de la diversité culturelle et de la diversité linguistique.
Si les médias ont été des acteurs clés de la constitution des « majors » dans les différents secteurs qui se sont structurés autour d'oligopoles à frange (cinéma, musique enregistrée…), ils sont aujourd'hui eux-mêmes menacés par le développement d'Internet et de nouveaux acteurs liés quant à eux aux offres et aux pratiques sur le Web (Google, Yahoo, Facebook, Twitter, MyMajorCompany…). Ainsi, dans le secteur de la musique enregistrée, les deux piliers de la concentration, d'une part le couple star/major et, d'autre part, les réseaux professionnels coopératifs associant publishing, scène, médias écrits et audiovisuels, sont considérablement mis à mal par le développement d'Internet. L'évolution rapide des usages sociaux qui en a résulté (ce que Bernard Stiegler appelle la consom'action) va à l'encontre de l'exposition traditionnelle des produits et du modèle économique de la marchandisation à grande échelle sur lequel reposait jusqu'à présent le système médiatico-culturel.
Dans de nombreux pays, le secteur des médias relève également du champ culturel, en particulier pour l'intervention publique ; par exemple en France avec un ministère de la Culture et de la communication ou au Royaume-Uni avec le Department for Culture, Media and Sport (DCMS) créé par le gouvernement de Blair en 1996.
Les nouveaux médias permettent l'hyperchoix (décrit par Alvin Toffler dans Le Choc du futur) et sont hyper-spécialisés, au détriment de ceux qui sont généralistes. Ainsi, on a eu une baisse de 15 % des ventes de journaux généralistes en 15 ans, et une augmentation de 15 % de la vente de magazines. (2)
Les utilisateurs de média choisissent désormais ce qu'ils regardent et quand ils le regardent.
On peut s'inquiéter de cet effet « œillère », qui limite de plus en plus l'ouverture d'esprit du public, ou se réjouir de cette opulence de diversité.
La théorie de l'hyperchoix reste critiquable, notamment avec le concept de « circularité de l'information » de Pierre Bourdieu qu'il décrit dans son livre Sur la télévision. Ainsi, il indique que les médias traitent, dans un grand nombre, des mêmes sujets, aux mêmes moments, et ceux-ci influencés le plus souvent par les médias dominants (Le Monde aura plus d'impact que le Midi libre). On n'est bien sûr pas surpris de savoir que les médias ont toujours eu le pouvoir de persuader l'opinion publique depuis ces médias dominants. On voit aussi que certaines médias en particulier tendraient à distraire le public de certains problèmes, crises et changements gouvernementaux.

## «Méta-média» à l’ère numérique
Les médias de masse sont notamment influencés, voire profondément renouvelés, par l’époque de numérisation croissante présente.
Déjà en 1984 le théoricien Alan Kay définissait ainsi l’ordinateur comme le « premier méta-medium », en ce qu’il « est un medium qui peut simuler dynamiquement les détails de toute autre medium » et, en tant que tel, « il a des degrés de liberté de représentation et d’expression jamais encore atteints » : effectivement l’ordinateur aujourd'hui, par exemple, résume dans soi-même plusieurs fonctions de médiation qu’auparavant appartenaient à différents media spécifiques : il est télévision, agenda, courrier, machine à écrire, etc.
Cette capacité des médias numériques à remédier par une programmation numérique toutes les médiations antérieures, en le reconfigurant, a été également soulignée par le philosophe Vilém Flusser, qui désigne celle du numérique comme une phase de superposition de toutes les précédentes que l’histoire de la culture humaine a vu passer.
Une fois posée l’hypothèse d’une numérisation des médias quasiment ubiquitaire à l’époque contemporaine nous pouvons énoncer quelques-unes des principales caractéristiques de cette situation.
En premier lieu, et comme les Software Studies le remarquent, il y a une croissante densité et obscurité des appareils utilisés, qui se font toujours plus accessibles et simples au niveau de leurs interfaces graphiques, et pourtant toujours plus insondables dans leur fonctionnement profond, jusqu'au paradoxe des algorithmes auto-apprenants dont l’intelligence supère celle de leurs ingénieurs, ou, dans les termes de Bernard Stiegler, d’une hyper-industrialisation qui entraîne une progressive exclusion de la force de travail intellectuel humaine.
Certains auteurs ont entraîné à cet égard la notion de gouvernementalité algorithmique,,.
Les méta-média du numérique opèrent aussi ce que Yves Citton propose de nommer une « premédiation » : dans leur complexité vouée à l’autorégulation, les médias numériques s’évadent d’une certaine façon de l’intelligence humaine et ils tendent à pre-médier, voire à anticiper ou bien à fournir des catégories préétablies de ce qu’ils nous proposent. Cela est évident dans le cas du ciblage commercial effectué par les algorithmes sur la base des données personnelles, mais s'observe aussi dans le cas de la contestée fiabilité de l’information, qui est souvent politiquement et économiquement conditionnée ou le résultat d’un calcul algorithmique, comme dans le cas des tableaux de bord de Facebook.
Plus généralement, la question de la pré-médiation entraine notamment des dangers au niveau socio-politique, et particulièrement pour ce qui regarde les effets de lock-in – le phénomène pour lequel plus une plateforme compte des participants, plus les données qu’elle génère sont nombreuses et ses algorithmes sont puissants, plus elle offre des services efficaces, écrasant la concurrence en une tendance monopolistique - ou bien la ci-dite vectorialisation, à savoir la monopolisation de l’information opérée par une classe dominante à travers le contrôle des vecteurs par lesquels l’information est abstraite que McKenzie Wark revendique dans son « Hacker Manifesto ». Cela pourrait nous emmener à l’horizon d’une croissante asymétrie du rapport au medium entre l’individu et le programme (et celui qui gère le programme), jusqu’aux perspectives catastrophiques d’une société numérique basée sur la surveillance et sur la manipulation perpétuelle où il ne reste pas beaucoup d’espace à l’intelligence et à l’individualité humaines.
Une autre et essentielle caractéristique des méta-media numériques est l’interconnectivité : désormais tous les outils – et non pas seulement les Smartphones et les ordinateurs, depuis l’avènement de l’Internet des objets, sont connectés, s’envoyant constamment des données entre eux qui enregistrent les préférences, les activités, les déplacements, les compagnies, etc. dans un grand réseau virtuel mondial que certains comparent à un « cerveau collectif mondial ».
Dans le danger d’une croissante standardisation et uniformisation des pratiques et des produits médiatiques, ou encore d’une colonisation commerciale du milieu numérique où le monopole des big data appartiendrait à un nombre très restreint de colosses capitalistes,,, plusieurs auteurs soulignent l’importance de développer une conscience majeure des enjeux juridico-politiques que l’ère du numérique entraîne conjointement à un effort de réglementation, et affirment la nécessité de préserver l’hétérogénéité au sein de l’espace numérique partagé,. Dans ce contexte les actions du hacktivisme s’inscrivent dans une perspective de lutte et de contestation politique, et d’une particulière éthique de revendication des droits personnels que le numérique met en danger,,.

## Règlementation
dans l'Union européenne, les médias sont notamment réglementés par le règlement (UE) 2024/1083 du 11 avril 2024 établissant un cadre commun pour les services de médias dans le marché intérieur et par la directive-règlement européen 2010/13/UE sur la liberté des médias.

## Par pays

### Afrique
- Médias en Algérie
- Médias au Bénin
- Médias au Cameroun
- Médias au Congo
- Médias en Côte d'Ivoire
- Médias en Érythrée
- Médias en Éthiopie
- Médias à Madagascar
  - Médias en ligne à Madagascar
- Médias au Mali
- Médias au Maroc
- Médias en République centrafricaine
- Médias en république démocratique du Congo
- Médias au Sénégal

### Asie
- Médias en Azerbaïdjan
- Médias en Corée du Nord
- Médias au Pakistan
- Médias dans la région autonome du Tibet
- Médias en Iran

### Amérique
- Médias au Canada :
  - Médias au Québec
- Médias à Cuba
- Médias aux États-Unis :
  - Médias à Détroit
- Médias à Maurice
- Médias au Venezuela

### Océanie
- Médias en Australie
- Médias aux Fidji
- Médias aux Tuvalu

### Europe
- Médias en Belgique
- Médias en Écosse
- Médias en France :
  - Médias en Alsace
  - Médias de Caen
  - Médias à Limoges
  - Médias en Lorraine
  - Médias à Marseille
  - Médias en Nouvelle-Aquitaine
- Médias en Islande
- Médias en occitan
- Médias en Russie
- Médias russophones
- Médias en Ukraine